# Insulinooporność
Insulinooporność, pot. przeenergetyzowanie komórek – zaburzenie homeostazy glukozy, polegające na zmniejszeniu wrażliwości mięśni, tkanki tłuszczowej, wątroby oraz innych tkanek organizmu na insulinę. Insulinooporność to zaburzenie metaboliczne, w którym dochodzi do zmniejszenia wrażliwości tkanek na działanie insuliny mimo jej prawidłowego lub podwyższonego poziomu we krwi. Oznacza to, że organizm nie potrafi sobie poradzić z insuliną produkowaną przez trzustkę (w za dużych lub odpowiednich ilościach), więc nie może ona spełniać swojej funkcji. Insulinooporności towarzyszą często inne choroby takie jak zespół policystycznych jajników (PCOS), choroby tarczycy, cukrzyca, nadciśnienie czy choroby autoimmunologiczne.
Insulinooporność i otyłość łączą się z pojawieniem chronicznego stanu zapalnego organizmu o małym nasileniu w różnych tkankach – czyli uogólniony stan zapalny w całym organizmie. Rozwój przewlekłego stanu zapalnego w tkankach powoduje, że przestają one prawidłowo pełnić funkcję związaną z odpowiednią wrażliwością na insulinę lub nasilają ją.
Należy wyraźnie podkreślić, że nadmierna insulinooporność wynika z nieprawidłowego stylu życia.
Obniżona wrażliwość działania insuliny na tkanki jest przyczyną podwyższonego stężenia glukozy we krwi, co jest kompensowane zwiększoną produkcją insuliny przez trzustkę (hiperinsulinemia). Hiperinsulinemia, czyli nadmierny wyrzut insuliny zwykle występujący po posiłku. Hiperinsulinemia pomaga utrzymać przez jakiś czas poziom glukozy na prawidłowym poziomie, ale częste nadmierne wyrzuty insuliny, zwiększają insulinooporność.

## Pierwsze objawy[5][6]
Insulinooporność może rozwijać się bezobjawowo przez wiele lat, a jej początki mogą wystąpić już w życiu płodowym. Do jej objawów należą:
- nadmierna senność po posiłkach[7]
- obniżenie siły[8]
- napady wilczego głodu[7]
- przewlekłe zmęczenie[7]
- obniżony nastrój[7] (głównie po posiłku bogatym w węglowodany)
- uczucie zimna nieadekwatne do temperatury otoczenia[7]
- częste uczucie głodu (a w efekcie krótkie przerwy między posiłkami)
- ochota na posiłki węglowodanowe[7] w tym słodycze
- przyrost masy ciała (tkanki tłuszczowej), szczególnie w obrębie brzucha mimo normalnej diety[7] (przyrost tkanki tłuszczowej w obrębie brzucha wpływa na zwiększenie wydzielania cytokin prozapalnych, które mogą zwiększać rozpad mięśni i nasilać insulinooporność[8])
- niepokój, drażliwość[7]
- spadek koncentracji, spowolnione myślenie[7]
- bóle głowy[7]
- bóle stawów[7]
- zaburzenia lipidowe[9][10]
- rogowacenie ciemne[7] (acanthosis nigricans) – „brudne” zabarwienie skóry, przede wszystkim w okolicach karku i pod pachami
- zaburzenia miesiączkowania
- trudności z zajściem w ciążę
- drżenie rąk
- nadczynność tarczycy – w przypadku insulinooporności wątrobowej[2]
- niedoczynność tarczycy – w przypadku insulinooporności tkanek obwodowych[2]
- podwyższony poziom kwasu moczowego[11]

## Diagnostyka i rozpoznanie
Jak zaznaczono wyżej, insulinooporność nie jest chorobą. Nie przypisano jej więc numeru w międzynarodowej klasyfikacji chorób (ICD), nie ma kryteriów rozpoznawania jako ani wyzdrowienia z niej, nie ma leków zalecanych do jej leczenia. Istnieją leki poprawiające insulinowrażliwość, ale są to leki przeciwcukrzycowe.
Do rozpoznania zaburzeń tolerancji węglowodanów (poza ciążą) służy w tym teście wartość glikemii na czczo i w 120. minucie po spożyciu roztworu wodnego zawierającego 75 g glukozy. Oznaczanie glikemii 60 minut po spożyciu glukozy jest ogólnie bezzasadne – jedyną sytuacją, w której oznacza się glikemię w 60. minucie OGTT, jest diagnostyka zaburzeń gospodarki węglowodanowej u ciężarnych. Mimo wielu prowadzonych badań nie opracowano wartości referencyjnych dla tego punktu czasowego u kobiet niebędących w ciąży,  w populacji ogólnej nie można zatem na podstawie glikemii w 60. minucie ustalić żadnego rozpoznania ani podjąć decyzji terapeutycznych. W związku z tym nie należy tego oznaczenia w tym punkcie czasowym zlecać.
Należy również zaznaczyć, że tzw. wskaźnik HOMA-IR, niekiedy używany do "diagnozowania" insulinooporności, powstał wyłącznie do celów badan naukowych. Nigdy nie był walidowany jako parametr kliniczny, mogący służyć do podejmowania decyzji diagnostycznych lub terapeutycznych, nie ustalono również dla niego wartości referencyjnych.

## Mechanizm insulinooporności
- defekt lub wadliwe działanie receptora insulinowego w błonie komórek, na które działa insulina, lub zmniejszona ich gęstość (często spotykane w PCOS);
- krążące we krwi przeciwciała przeciwinsulinowe;
- przyspieszony rozpad insuliny.

## Przyczyny insulinooporności
Przyczyny insulinooporności są bardzo liczne, a wiele z nich nie zostało w dalszym ciągu zbadanych. Najczęstszą przyczyną jest otyłość brzuszna oraz nadciśnienie tętnicze. Żeby zapoczątkować insulinooporność, potrzebny jest wyzwalacz, który występuje najczęściej w postaci niewłaściwego trybu życia – czyli niska aktywność fizyczna, nieprawidłowa dieta obfita w żywność wysokokaloryczną o wysokim indeksie glikemicznym i wysokoprzetworzone produkty żywnościowe oraz siedzący tryb życia co powoduje przyrost tkanki tłuszczowej. Otyłość brzuszna (wiąże się z wysoką ilością tłuszczu trzewnego) jest dużym czynnikiem ryzyka rozwoju insulinooporności, a także cukrzycy i chorób serca.
Główne przyczyny insulinooporności:
- niska aktywność fizyczna;
- przejadanie się
- zespół metaboliczny;
  - nadwaga z otyłością brzuszną, otyłość (BMI powyżej 25)
- żywność wysokokaloryczna o wysokim indeksie glikemicznym[7]
- przejadanie się
- lipodystrofia;
- hemochromatoza;
- zespół wielotorbielowatych jajników, hipogonadyzm;
- nadmiar kortyzolu (np. zażywanie leków sterydowych, zespół Cushinga);
- niektóre leki (np. rifampicyna, izoniazyd, olanzapina, risperidon, kwetiapina, tamoksyfen, progestagen, niektóre leki przeciwwirusowe);
- podłoże genetyczne. Przykładowo myszy, pozbawione genu kodującego białko TLR5(inne języki) uczestniczące w odporności, stawały się oporne na insulinę[15],
- inne prawdopodobne. Np. niedobór witaminy D[16]

## Zapobieganie
Wiedząc, że przeenergetyzowanie ciała (insulinooporność) wynika ze stylu życia, osoba zagrożona insulinoopornością powinna zoptymalizować w swoim życiu takie aspekty jak: 
- zwiększyć objętość aktywności fizycznej zarówno parametry siłowe, jak i wydolnościowe m.in. joga, taniec, spacer, różnego rodzaju regularne ćwiczenia,
- zadbać o odpowiednie nawodnienie organizmu, szczególnie istotne w przypadku osób starszych oraz poddanych czynnikom stresowym jak m.in. choroba, leczenie (przyjmowanie leków), aktywność fizyczna, wysoka temperatura otoczenia, niska wilgotność powietrza,
- ograniczyć do minimum spożywanie żywności przetworzonej, oraz możliwie wyeliminować spożywanie żywności wysokoprzetworzonej,
- stosować tzw. post przerywany(inne języki),
- starać się funkcjonować w zgodzie z rytmem dobowym (głównymi "dawcami czasu" dla układu hormonalnego jest: Słońce, aktywność fizyczna, pora spożywania posiłków),
- skupić się na lepszej optymalizacji stresu: wysypiać się, ograniczyć kontakt z ekranami urządzeń elektronicznych (telefon, komputer, telewizor), utrzymywać bliskie kontakty społeczne, aktywnie spędzać wolny czas, spędzać możliwie dużo czasu na świeżym powietrzu,

## Leczenie[1][5]
Z medycznego punktu widzenia insulinooporność nie jest chorobą, nie jest więc możliwe jej leczenie — można leczyć za to choroby prowadzące do insulinooporności, takie jak otyłość albo stan przedcukrzycowy.
Za większość przypadków oporność na insulinę odpowiedzialna jest zbyt rozwinięta tkanka tłuszczowa, redukcja tkanki tłuszczowej oraz wzrost tkanki mięśniowej do poziomu optymalnego niweluje insulinooporność.
Leczenie pacjenta z otyłością polega na kompleksowym i indywidualnym podejściu do tematu. Główną rolę odgrywa lekarz – najczęściej jest to endokrynolog, jednak może być to również diabetolog, kardiolog, internista, lekarz rodzinny czy ginekolog. To właśnie lekarz diagnozuje choroby, takie jak otyłość, cukrzycę albo stan przedcukrzycowy, zleca właściwe badania, kontroluje stan zdrowia pacjenta oraz przepisuje odpowiednie leki i suplementy. Ważną rolę odgrywa wsparcie żywieniowe, dlatego należy również być pod opieką dietetyka.
Najważniejszym elementem leczenia pacjenta z zaburzeniami metabolicznymi jest wprowadzenie i utrzymanie zdrowej, zbilansowanej diety opartej na zasadach zdrowego odżywiania. To nie jest dieta na chwilę, a zmiana nawyków żywieniowych na całe życie. Pomaga w tym dietetyk, który rozpisze dietę indywidualnie do pacjenta, sprawdzi poziom tkanki tłuszczowej, ilość wody w organizmie, ustali jadłospis na podstawie naszego zapotrzebowania energetycznego, preferencji, wyników badań i innych zmiennych. Początki pod okiem dietetyka są szczególnie ważne, ponieważ zupełnie innej diety potrzebuje osoba otyła, pacjent z Hashimoto czy ktoś z insulinoopornością.
Kolejnym ważnym elementem leczenia jest codzienna aktywność fizyczna (przynajmniej 30 minut dziennie). Nie powinny to być bardzo intensywne treningi, a raczej aktywność w granicach tolerancji własnego organizmu. Najważniejsze by była regularna i sprawiała przyjemność. Dlatego mogą to być codzienne spacery czy jazda na rowerze.
Kluczowe jest dbanie o zdrowy styl życia. Dlatego poza dietą i aktywnością fizyczną, warto popracować nad eliminacją stresu, znaleźć czas na odpoczynek, wyeliminować używki i wysypiać się.
Podstawowe leczenie polega na zmniejszeniu otyłości, stosowaniu odpowiedniej diety oraz na wzroście aktywności fizycznej. Jednak leczenie może być także wspomagane farmakologicznie. Zasadniczym lekiem jest metformina. W jawnej cukrzycy z obniżonym poziomem insuliny i istniejącej insulinooporności wskazane są leki inkretynowe, np. saksagliptyna.
W leczeniu uzupełniającym pomocne jest stosowanie ekstraktu z morwy białej (Morus alba L). Liście owoców morwy bogate są w 1-dezoksynojirimycine, która hamuje aktywność enzymów rozkładających cukry złożone na cukry proste.